# Edra Automotores
Edra Automotores, vorher Edra Veículos Especiais, ist ein brasilianischer Hersteller von Kraftfahrzeugen.

## Unternehmensgeschichte
Das Unternehmen Edra Veículos Especiais wurde 1989 in Rio Claro gegründet. Ziel war die Produktion von Geländewagen und Automobilen. 1990 wurde das erste Fahrzeug präsentiert. Der Markenname lautet Edra. Später folgte die Umbenennung in Edra Automotores. Die Pkw-Produktion wurde etwa 2005 aufgegeben.

## Fahrzeuge
Das erste Modell Rancho TT war ein Geländewagen mit Allradantrieb. Die Basis bildete ein Rohrrahmen. Darauf wurde eine zweitürige, viersitzige Karosserie aus Stahl montiert. Daneben gab es einen Pick-up mit einer Karosserie aus Fiberglas. Der Dieselmotor leistete 89 PS bzw. 110 PS mit Hilfe eines Turboladers. Diese Modelle wurden drei Jahre lang hergestellt.
Die Arbeiten am Sportwagen GT begannen 1990. Der genaue Serienbeginn ist nicht überliefert, aber 2003 stand er noch im Angebot. Er hatte ebenfalls einen Rohrrahmen und eine Karosserie aus Fiberglas. Das Fahrzeug war 390 cm lang und 119 cm hoch. Verschiedene Vierzylindermotoren von Volkswagen do Brasil standen zur Wahl. Der Motor mit 1800 cm³ Hubraum leistete 99 PS bzw. 180 PS mit Turbolader. Der GTR hatte einen größeren Motor mit 2000 cm³ Hubraum und 225 PS, ebenfalls mit Turbolader.
Seit 2005 stehen Nutzfahrzeuge im Sortiment, darunter der Mog.